# Guerra del Sahara Occidentale
La guerra del Sahara occidentale è stato un conflitto armato tra la popolazione indigena dei Sahrawi facente parte del Fronte Polisario e il Marocco dal 1975 al 1991 (e Mauritania dal 1975 al 1979), essa rappresenta la fase più significativa del Conflitto del Sahara occidentale.
Il conflitto da allora è passato dalla resistenza militare a quella civile. Un processo di pace per risolvere il conflitto ed un accordo territoriale non ha ancora prodotto risultati. Oggi la maggior parte del territorio del Sahara occidentale è sotto l'occupazione marocchina, mentre le parti interne sono governate dal Repubblica Democratica Araba Sahrawi, gestito dal Fronte Polisario.

## Storia
Il conflitto è scoppiato dopo il ritiro della Spagna dal Sahara spagnolo in conformità con gli Accordi di Madrid (firmato sotto la pressione della Marcia verde), con il quale ha trasferito il controllo amministrativo del territorio a Marocco e Mauritania, ma non la sovranità. Alla fine del 1975, il governo marocchino organizzò la Marcia verde con circa 350 000 cittadini marocchini, scortati da circa 20 000 truppe, che entrarono nel Sahara occidentale, cercando di stabilire una presenza marocchina. Mentre inizialmente l'invasione incontrò solo una piccola resistenza da parte del Fronte Polisario, il Marocco in seguito intraprese un lungo periodo di guerriglia con i nazionalisti sahrawi. Alla fine degli anni '70. Il Fronte Polisario, desiderava stabilire uno stato indipendente nel territorio ed iniziò una guerra contro Mauritania e Marocco. Nel 1979, la Mauritania si ritirò dal conflitto dopo aver firmato un trattato di pace con il Fronte Polisario. La guerra continuò a bassa intensità per tutti gli anni '80, sebbene il Marocco attuò diversi tentativi di prendere il sopravvento fra il 1989 – 1991. Nel 1991 fu raggiunto un accordo di cessate il fuoco tra il Fronte Polisario e Marocco. Alcune fonti mettono il bilancio delle vittime finale tra le 10 000 e le 20 000 persone.